# ديبكاسين
ديبكاسين (بالإنجليزية: Dibekacin)‏ هو مضاد حيوي من فئة الأمينوغليكوزيدات.
اتم استعمال كل من الديبكاسين والسولبنيسلين معاً.